# 田口一 (漫画家)
田口一（たぐち はじめ）は、日本の漫画家。

## 来歴
2012年、「週刊少年チャンピオン」でデビュー。
アシスタント業をこなし、Cygamesマンガ事業部にも参加した（2018年退社）。

## 作品
- いいかもしんない（週刊少年チャンピオン2012年38号）
- お嬢様は優雅なわがまま（週刊少年チャンピオン2013年21号・22号）
- パルピテーション（週刊少年チャンピオン2014年30号）
- 日常ではさえないただのおっさん、本当は地上最強の戦神（原作：相野仁、ドラドラふらっと♯→ドラドラふらっと♭2019年3月7日 - 2021年2月25日[2]）体調不良により打ち切り[3]